# ماكس واينبرغ
ماكس واينبرغ (بالإنجليزية: Max Weinberg)‏ هو موسيقي أمريكي، ولد في 13 أبريل 1951 في نيوآرك في الولايات المتحدة.

## وصلات خارجية
- الموقع الرسمي
- ماكس واينبرغ على موقع IMDb (الإنجليزية)
- ماكس واينبرغ على موقع الموسوعة البريطانية (الإنجليزية)
- ماكس واينبرغ على موقع ميوزك برينز (الإنجليزية)
- ماكس واينبرغ على موقع رولينغ ستون (الإنجليزية)
- ماكس واينبرغ على موقع إن إن دي بي (الإنجليزية)
- ماكس واينبرغ على موقع أول ميوزيك (الإنجليزية)
- ماكس واينبرغ على موقع ديسكوغز (الإنجليزية)
- ماكس واينبرغ على موقع قاعدة بيانات الفيلم (الإنجليزية)